# Дмитрюків (хутір)
Дмитрюків (рос. Дмитрюков) — хутір в Суджанському районі Курської області Російської Федерації.
Населення становить 64 особи. Входить до складу муніципального утворення Махновська сільрада.

## Історія
Населений пункт розташований на території українського етнічного та культурного краю Східна Слобожанщина.
Від 2004 року входить до складу муніципального утворення Махновська сільрада.

## Населення
1. Н/Д[2]